# Инесив
Инесив (од лат. речи inesse - бити у нечему) је локативни падеж. Овај падеж носи значење 'у': на пример, 'у кући' је на финском talo·ssa, на естонском је maja·s, на баскијском је etxea·n, на литванском је nam·e, на мађарском је ház·ban, итд.
- У финском језику инесив се типично представља завршетком -ssa/ssä (нпр. talossa - у кући, saunassa - у сауни , metsässä - у шуми, итд.).
- У естонском језику инесив се гради додавањем наставка -s на генитивну основу, као нпр. autos - у аутомобилу , metsas - у шуми , saunas - у сауни, итд.
- У мађарском језику, суфикси -ban/ben су суфикси који означавају инесив, мада постоје и други, као што су -on, -en, -ön и многи други који се такође користе, посебно у означавању градова. (нпр. házban - у кући, erdőben - у шуми, autóban - у аутомобилу, Budapesten - у Будимпешти, итд).